# Kostki Duże
Kostki Duże [pronunciación en polaco: /ˈkɔstki ˈduʐɛ/] es un pueblo en el distrito administrativo de Gmina Busko-Zdrój, dentro del Distrito de Busko, Voivodato de Świętokrzyskie, en el sur de Polonia. Se encuentra aproximadamente 6 kilómetros al oeste de Busko-Zdrój y 48 kilómetros al sur de la capital regional, Kielce.